# Arkhón
Az arkhón vezető állami tisztségviselő volt az ókori görög városokban, főleg Athénban. Eredetét tekintve a királyi címből származik. Az arkhón (Gr. αρχων, például αρχοντες ; Archōn) görög szó magyar jelentése "uralkodó, irányító" az αρχ- ("uralkodik, irányít") igéből származik. A szótő megtalálható a monarchia és a hierarchia szavakban is.
Az athéni politikai rendszer kifejlődése után a városnak három arkhónja volt, az arkhón epónümosz, a polemarkhosz és az arkhón baszileusz. Az arkhónok munkáját a hat theszmothetész ("törvényhozó") segítette, szokás ezért néha kilenc arkhónról is beszélni. i. e. 457 után a volt arkhónok élethossziglan – az akkor már politikailag jelentéktelen – Areioszpagosz tagjai lettek. i. e. 487-ben egy tizedik a jegyző grammateusz is tagja lett az arkhónok testületének. Így az 10 főre bővült és minden kleiszthenészi phülé delegálhatott egyet.

## Az athéni arkhónok

### Arkhón epónümosz
i. e. 753-ban az örökös arkhónságot (lényegében királyságot) 10 évre korlátozták. i. e. 683 után a hivatalokat csak egy évig viselték, s ekkortól az évet a legfőbb vezetőről, a arkhón epónümoszról nevezték el az athéni naptárban. Az arkhón epónümosz elnökölt a bulé ülésein. Akkor is kinevezték rendszeresen, amikor a várost a türannisz időszakában türannosz irányította. A demokrácia idején, Kleiszthenész reformjai után szerepe nagyon korlátozott, szinte csak jelképes volt a népgyűléshez képest, bár névlegesen ő volt az athéni állam feje.

### Polemarkhosz
A polemarkhosz ("háborús vezető") athén katonai parancsnoka volt, amíg i. e. 501-től szerepét fokozatosan át nem vette a tíz sztratégosz. A polemarkhosz utoljára a marathóni hadszíntéren látott el hadvezési feladatot. Utána a metoikoszok, izotelészek és proxénoszok jogi képviseletével foglalkozott és ügyeikben ítélkezett. i. e. 487-től kezdve ugyanis választás helyett sorsolták, mint minden arkhóni tisztséget, s ez jelentőségét a nem hozzáértők hivatalviselése miatt erősen csökkentette.

### Arkhón baszileusz
Az arkhón baszileusz ("királyi arkhón") a királyság intézményének maradéka, akinek az állami ünnepek során jutott ceremoniális szerep, ő volt az állam "főpapja". A baszileusz régi görög törzsi katonai vezető volt, az antik korban a két spártai király is ezt a címet viselte. Általában egy kisebb terület, egy vagy néhány település uralkodója volt. A mükénéi korszakban a helyi baszileuszok a tekintélyes mükénéi "király", a wanax hűbéresei voltak. A bizánci császár görög címe baszileusz volt.

## Más városok hasonló tisztviselői
A görög városok legfőbb választott vagy sorsolt vezetőit a legkülönbözőbb neveken illették. Athénban arkhón, Krétán koszmosz, Neapoliszban démarkhosz, Milétoszban, Korinthoszban és gyarmatvárosaiban prütanisz volt a nevük. Minden városban jelentős szerepe volt a névadó tisztviselőnek, aki Athénban az arkhón epónümosz, Milétoszban a sztephanéphorosz, Spártában az ephorosz volt.
A Thesszáliai Szövetség élén i. e. 370 után, – miután meggyilkolták a főparancsnokot, a tagoszt – helyette arkhónt választottak a szövetség élére. A szövetség négy körzete, tetrasza élén egy-egy polemarkhosz állt i. e. 457 óta.